# Embraer R-99
Embraer R-99 (EMB-145 AEW&C) — самолёт дальнего радиолокационного обнаружения.
Первый полёт совершил в 1999 году. Разработан бразильской фирмой Embraer на базе самолёта ERJ-145 с использованием активной фазированной импульсно-доплеровской РЛС Erieye шведской фирмы Ericsson Microwave Systems (Saab AB). Состоит на вооружении ВВС Бразилии с 2001 года, также ВВС Греции и Мексики.
Самолёт R-99 предназначен для управления и наведения истребителей ПВО, электронного наблюдения, патрулирования границ и экономической зоны и содействия в поисково-спасательных операциях.
РЛС Erieye имеет максимальную дальность обнаружения целей — 450 км, а по цели типа «истребитель» — 350 км.
Разработка R-99 началась в 1990-х годах в ответ на требование ВВС Бразилии о самолёте дальнего обнаружения и управления (AEW&C), а также для экспортного рынка. Обычно он оснащен парой турбовентиляторных двигателей Rolls-Royce AE 3007 военные версии которого обеспечивают на 20 % большую тягу, чем гражданская версия. Первый полёт Р-99 состоялся в 1999 году, и уже два года спустя он поступил на вооружение Бразильских ВВС

## Варианты
R-99A/E-99/EMB 145 AEW&C — это самолёт дальнего радиолокационного обнаружения и управления (AEW&C), оснащённый радаром с активной фазированной импульсно-доплеровской РЛС Erieye производства Saab Microwave Systems. При разработке самолёта особое внимание уделялось интересам рынка, а также конкретным требованиям ВВС Бразилии. Военно-воздушные силы заявили, что R-99 обладает 95 % возможностей более крупных самолётов AEW&C, которые находятся на вооружении в ВВС других стран. В 2008 году ВВС переименовали R-99A в E-99. Заводское название Embraer EMB-145SA (surveillance aircraft — самолёт наблюдения).

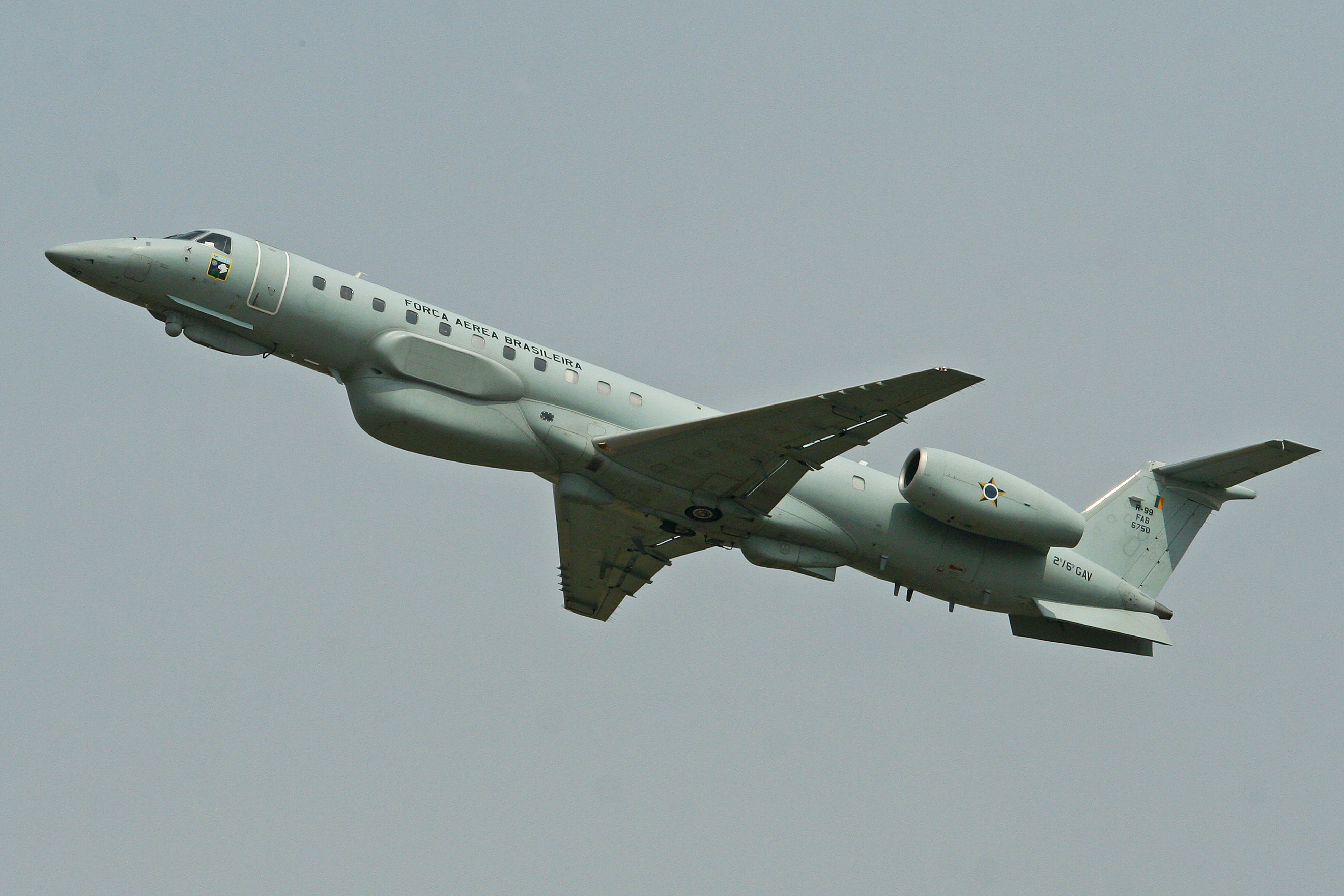
Embraer R-99B ВВС Бразилии

R-99B/R-99/EMB 145 MULTI INTEL — самолёт дистанционного зондирования Земли. Он использует радар с синтезированной апертурой, комбинацию комплекса электрооптических систем и систем инфракрасного обнаружения и наблюдения, а также мультиспектральный сканер. Самолёт также в полной мере обладает средствами ведения радиоразведки и возможностями воздушного командного пункта. В 2008 году Военно-воздушные силы Бразилии переименовали R-99 в R-99B для Embraer EMB-145RS (remote sensing — дистанционное зондирование), специальной военной модификации пассажирской версии Embraer ERJ-145LR.
EMB 145 MP — это морская патрульная версия EMB-145. Он имеет во многом тот же набор систем и средств радиоразведки, что и R-99B, но, что наиболее заметно, ему не хватает мультиспектрального сканера и радара бокового обзора. Он сохраняет многие возможности радиоэлектронной разведки и средств связи и управления что и версия EMB-145-RS. Мексика была стартовым заказчиком этого варианта самолёта.
P-99 представляет собой перспективную противолодочную модификацию EMB 145 MP и может иметь четыре подкрыльевых узла подвески вооружения, на которых можно будет устанавливать различные торпеды и/или противокорабельные ракеты. Ни один прототип с такими модификациями никогда не летал.
В июне 2019 года было объявлено, что Embraer в партнёрстве с израильской компанией Elta Systems, специализирующейся на выпуске электронного оборудования оборонного значения, разработала вариант самолёта P600 AEW, который первоначально будет основан на среднем бизнес-джете Embraer Praetor 600. В декабре 2020 года представитель Embraer заявил, что система ДРЛО P600, вероятно, в конечном итоге заменит систему ДРЛО E-99, однако ВВС Бразилии в настоящее время взяли на себя обязательства по модернизации существующего парка E-99, поэтому вполне вероятно, что E-99M будет находиться на вооружении в течение длительного времени, в то время как заказов на P600 не было.

## История службы
В сентябре 2003 года по запросу перуанских властей был задействован бразильский самолёт R-99 для обнаружения места, где вооруженная группировка «Сияющий путь» удерживала 71 заложника. Самолёт обнаружил источник сигналов УКВ и тем самым помог перуанским властям спасти заложников.

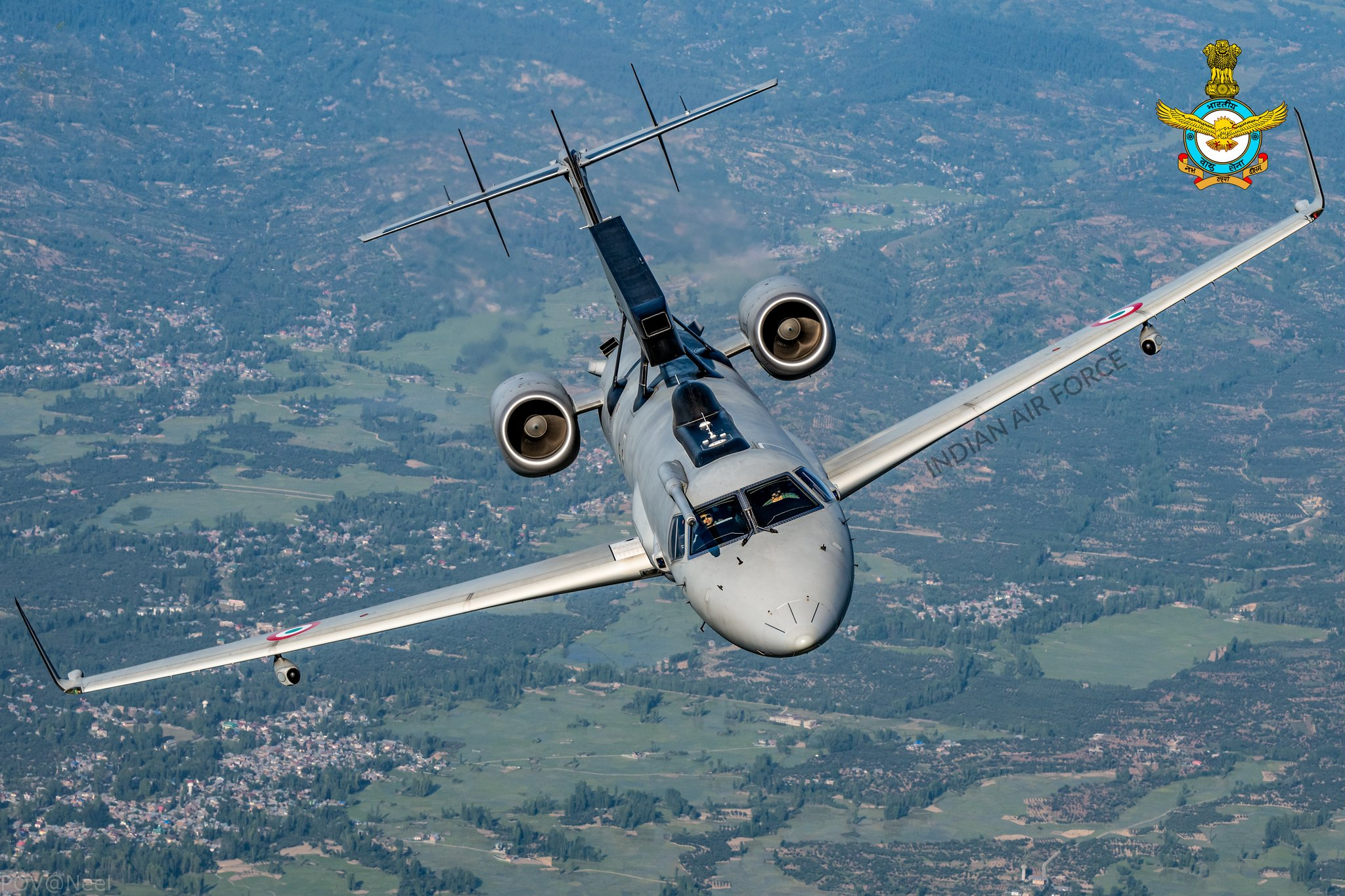
EMB 145, использующийся ВВС Индии в качестве испытательного в программе по созданию собственного самолёта ДРЛО

1 июня 2009 года R-99 был задействован для поиска пропавшего рейса 447 Air France. Сообщается, что эта операция считается первой реальной миссией бразильского R-99 по поиску на море. РЛС с синтезированной апертурой Р-99 позволяла даже ночью и в плохих метеоусловиях обнаруживать обломки самолёта и тела погибших на расстоянии 800 км от архипелага Фернанду-де-Норонья. При участии R-99 были обнаружены различные обломки пропавшего Airbus A330-200, самыми крупными из которых были части хвостового оперения и камбуз.
В начале 2011 года EMB-145-H Военно-воздушных сил Греции был задействован в составе коалиции стран для выполнения задач ДРЛО в рамках военной интервенции 2011 года в Ливию, в частности, для установления над территорией этой страны бесполётной зоны, в качестве меры реагирования на продолжающуюся там гражданскую войну.
Военно-воздушные силы Индии закупили три самолёта EMB 145, при том что остается возможность закупки ещё восьми единиц. Самолёты были оснащены активной фазированной антенной решёткой, разработанной Учреждением по разработке электроники и средств радиолокации (Electronics and Radar Development Establishment), а также каналом передачи данных, системой идентификации «свой-чужой», станцией предупреждения об облучении, и другие системами собственного производства. Первый самолёт был доставлен из Бразилии 16 августа 2012 года, второй — в декабре 2012 года. После длительного процесса исследования технологий Bharat Electronics Limited (BEL) была выбрана в качестве головной организации по проектированию и функционированию систем Организацией оборонных исследований и разработок Индии (DRDO) для самолёта EMB-145i AEW&C, а Embraer будет нести ответственность в части технической поддержки самолёта. Эти самолёты находится на вооружении 200-й эскадрильи ВВС Индии, базирующейся на авиабазе Батинда.
Стоящие на вооружении ВВС Бразилии E-99 и R-99 базируются на авиабазе Анаполис (Anápolis Air Force Base). Пять E-99 и три R-99 эксплуатируются ВВС Бразилии в рамках программы наблюдения за Амазонкой (SIVAM — Amazon Surveillance System). Начиная с 2013 года, E-99 бразильских ВВС прошли программу модернизации, которая заключалась в обновлении всей бортовой электроники, включая установку нового радара Erieye-ER с увеличенной дальностью действия (с 450 км до 723 км), такого же, что и на шведской платформе ДРЛО GlobalEye. Этот вариант получил наименование Е99М. Диапазон целей, которые могут быть обнаружены, варьируется от судов и больших самолётов до небольших плавсредств, таких как резиновые лодки, а также транспортных средств и зависающих вертолётов. Первый Е-99М был передан ВВС Бразилии 27 ноября 2020 года.

## Операторы
Бразилия

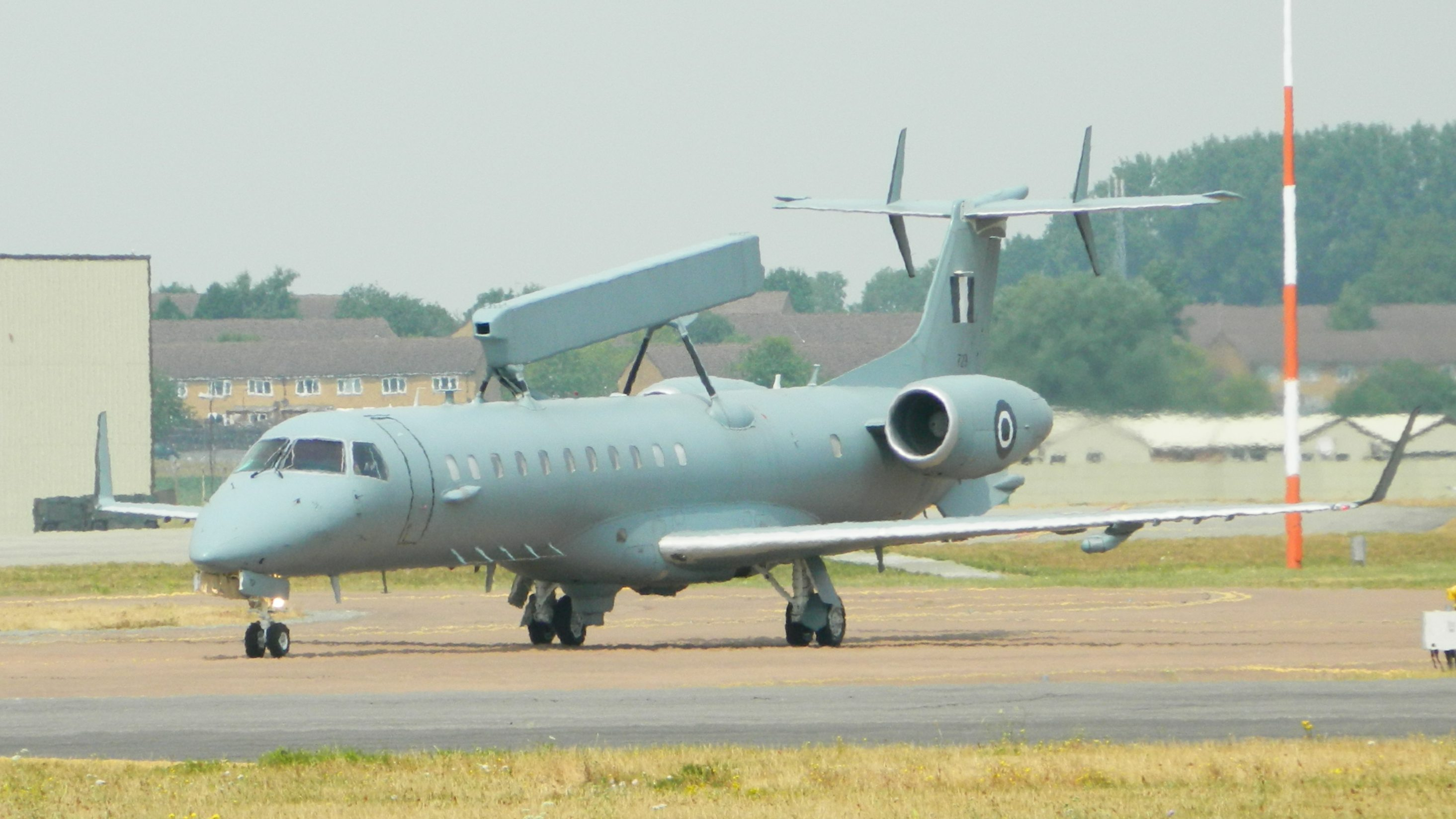
Греческий EMB-145 во время прибытия на авиашоу Royal International Air Tattoo в 2013 году

- Греческий EMB-145 во время прибытия на авиашоу Royal International Air Tattoo в 2013 годуВВС Бразилии — 5 единиц Е-99 (все проходят модернизацию до уровня Е-99М, первая поставка которых ожидается в первом полугодии 2020 г.)[21] и три единицы в разведывательно-командной версии R-99[22]. 27 ноября 2020 года ВВС получили первый модернизированный E-99 на церемонии, состоявшейся на заводе Embraer в Гавиан-Пейшоту (Сан-Паулу, Бразилия).

 Греция
- ВВС Греции — 4 единицы EMB-145-H (обозначение греческих ВВС — Erieye EMB-145H AEW&C)[22].

 Индия
- ВВС Индии — 3 самолёта EMB-145-I, использующиеся в качестве испытательных. Оснащены радаром с активной фазированной антенной решеткой индийского производства, а также другим локализованным оборудованием[15]. Используются в рамках программы NETRA, инициированной Организацией оборонных исследований и разработок в рамках создания собственной платформы ДРЛО[15][16].

 Мексика
- ВВС Мексики — 1 самолёт EMB-145-SA (обозначение ВВС — EMB-145AEW&C) и 2 единицы EMB-145-MP[4][22].

## Характеристики
- Модификация EMB-145 SA
- Размах крыла — 20,04 м
- Длина самолёта — 28,45 м
- Высота самолёта — 6,75 м
- Масса:
  - пустого самолёта — 9970 кг
  - нормальная взлётная — 17800 кг
- Тип двигателя — 2 ТРДД Allison AE3007A1S
- Тяга — 2 × 33 кН
- Максимальная скорость — 834 км/ч
- Практическая дальность — 1600 км
- Дальность патрулирования — 100 км
- Практический потолок — 6100 м
- Экипаж — 2 пилота и 5-8 операторов